# 鄺國全
鄺國全是香港的荃灣區區議會及前區域市政局的前民選議員，現職小學教師。

## 經歷
根據《香港01》的訪問，任職小學教師的鄺國全在荃灣長大。他的從政生涯跟很多其他香港的同路人一樣，開始於1989年的天安門大屠殺，令他當時仍在半工讀師範學位的他開始投身地區行政，希望透過參政來保護香港，免受極權威脅。之後他加入了今日香港民主黨的前身港同盟，並於1991年首度參選地方區議會選舉。在這次選舉他在荃灣市中心選區（舊稱「荃灣中(南)」，從區域市政局的荃灣中選區拆分），與代表荃灣坊眾會的原任議員陳育文雙雙出線。
1992年，全香港的選區從過往的多議席多票制改為單議席單票制，以除去「聯票效應」的影響。原來有兩個議席的荃灣市中心選區，被重劃為德華及楊屋道兩個選區。在1994年香港區議會選舉，議席由兩名曾於上屆選舉參選荃灣市中心選區的候選人，獲港同盟及匯點支持並爭取連任的鄺國全以及民建聯成員歐陽寶珍競逐，結果鄺國全以964票擊敗只能取得855票的民建聯代表歐陽寶珍，兩者相差僅百餘票。選後港同盟及匯點合併成立民主黨，鄺國全亦為創黨成員。1995年香港市政局及區域市政局選舉，鄺國全循「荃灣中」選區代表民主黨出選，從1990年代開始活躍至兩個市政局被董建華特區政府「殺局」為止。
1999年香港區議會選舉，民建聯改派吳功芳參選，挑戰爭取連任的鄺國全，結果鄺國全以接近三分二得票大比數勝出。
他亦曾於2000年（新界西3號民主黨陳偉業團隊）
之後，鄺國全轉投社會民主論壇。2001年5月7日下午，鄺國全連同劉山青、陳國樑、林森成、徐百弟、范國威及黃仲棋等七名社會民主論壇成員，在金紫荊廣場以鐵鏈自綁國旗柱示威，阻礙降旗，最後被警方強行帶走。同年12月10日，七人在東區法院被裁定「阻街」及「未能出示身分證」罪名成立，判各人罰款500至1000元。而范國威及鄺國全則因「未能出示身分證」而需另付罰款500元。2007年，鄺國全與民建聯區議員陳恒鑌、荃灣發展促進會及由荃灣區居民發起TW393關注組，關注荃灣運動場剩餘土地（勾地表編號TW393）的發展問題，並且認為區內的高樓已造成屏風效應，希望香港政府能重新評估楊屋道舊球場的用途，給荃灣居民保留一個「透氣空間」。
2003年香港區議會選舉，鄺再以接近三分二得票擊退民建聯對手劉永寧，保住議席。
2004年（功能組別的區議會間選議席）參選立法會選舉，但其團隊得票未能足夠讓他可以當選。
現時鄺國全仍然在小學任教，但偶爾亦會致電電台的「烽煙節目」分享對地區施政的個人意見。

## 外部連結
| 前任： 鄭瑞泰 （荃灣中(南)選區） | 荃灣區議員（荃灣市中心） 1991年－1994年 | 荃灣區議員（德華） 1995-2007年 | 繼任： 羅少傑 |